# Camperol de Guadalcanal
El camperol de Guadalcanal (Cincloramphus turipavae; syn: megalurulus turipavae) és una espècie d'ocell de la família dels locustèl·lids (Locustellidae). És endèmic de l'Illa de Guadalcanal a l'arxipèlag de les Salomó (Salomó). Els seus hàbitats principals són els boscos tropicals i subtropicals de frondoses humits de les terres baixes i de l'estatge montà. Pateix l'amenaça de l'introducció d'espècies invasores a l'illa (gats). El seu estat de conservació es considera gairebé amenaçat.

## Taxonomia
Segons la llista mundial d'ocells del Congrés Ornitològic Internacional (versió 13.2, agost 2023) aquest tàxon està classificat en el gènere Cincloramphus. Tanmateix, altres obres taxonòmiques, com el Handook of the Birds of the World i la quarta versió de la BirdLife International Checklist of the birds of the world (Desembre 2019), el classifiquen encara com a única espècie del gènere Megalurulus.